# Verdelha do Ruivo
Verdelha do Ruivo é uma aldeia que faz parte da freguesia de Vialonga, no concelho de Vila Franca de Xira, distrito de Lisboa.
Em 2011, Verdelha do Ruivo tinha 122 habitantes de acordo com o INE.
Esta aldeia conta com a presença de antigas grutas funerárias do Cretácico médio (Cenomaniano) descobertas em 1973 (por exemplo, o monumento megalítico de Dólmen de Monte Serves) , e conta ainda com algumas capelas e quintas históricas, nomeadamente, a Capela da Quinta do Caldas, Quinta do Caldas, Capela de Santo António, e Quinta do Convento, com origem nos séculos XVI e XVIII. Os vestígios do antigo Convento de Nossa Senhora do Amparo ou Convento da Casa Nova (século XVI) encontram-se atualmente na Quinta do Convento dos Frades.